# Princess Theatre (Decatur)
Das Princess Theatre ist ein Veranstaltungsgebäude in der Stadt Decatur im US-Bundesstaat Alabama.
Das Gebäude war ein ursprünglich ein 1887 erbauter Pferdestall des Casa Grande Hotel. 1919 wurde es vollständig umgebaut. Es entstand ein Gebäude, in dem zunächst Stummfilme aufgeführt wurden, bereits Anfang der 1920er-Jahre kamen auch Vaudeville-Veranstaltungen hinzu. Premierenabend war der 30. Dezember 1919. Sein heutiges Aussehen im Stil des Art déco erhielt das Princess Theatre durch einen abermaligen Umbau 1940/41 unter Leitung des Architekten Albert Frahn zu einem Kino.
Nachdem das Kino 1978 geschlossen hatte, wurde das Gebäude von der Stadt Decatur erworben. Diese ließ es zum Preis von 750.000 US-Dollar renovieren und 1983 als Veranstaltungshalle wieder eröffnen. Nach einer abermaligen Sanierung 2000/01 fungiert es heute als Center of the performing arts. Die Bandbreite der dargebotenen Veranstaltungen umfasst alle Bereiche der darstellenden Kunst und reicht von Filmvorführungen über Theaterdarstellungen bis zu Musikkonzerten. Insgesamt sind 677 Sitzplätze vorhanden.
Das Gebäude wurde 1981 in das Denkmalschutzregister von Alabama eingetragen sowie am 7. Juli 1995 zusätzlich als Contributing Property des Historic Districts New Decatur-Albany in das National Register of Historic Places aufgenommen.